# 方丹 (贝尔福地区省)
方丹（法語：Fontaine，法語發音：[fɔ̃tɛn] ⓘ）是法国勃艮第-弗朗什-孔泰大区贝尔福地区省的一个市镇，位于该省东部，属于贝尔福区。

## 地名
“方丹”（Fontaine）意为“泉”。法语地名通名在“枫丹白露”（Fontainebleau）等少数拥有传统译名的地名中译作“枫丹”，不过在《世界地名翻译大辞典》、《世界地名译名词典》和《法国地图册》等主流地名译名类书籍资料中多译作“方丹”。

## 地理
方丹（47°39'34"N, 6°59'56"E）面积6.96 平方千米，位于法国勃艮第-弗朗什-孔泰大區贝尔福地区省，该省份为法国东北部内陆省份，东临上莱茵省，北起孚日省，西接上索恩省，南与杜省和瑞士接壤。
与方丹接壤的市镇（或旧市镇、城区）包括：拉里维耶尔、沙瓦讷叙莱唐、富斯马涅、弗赖、拉科隆日、法方、雷普、沃蒂耶尔蒙。
方丹的时区为UTC+01:00、UTC+02:00（夏令时）。

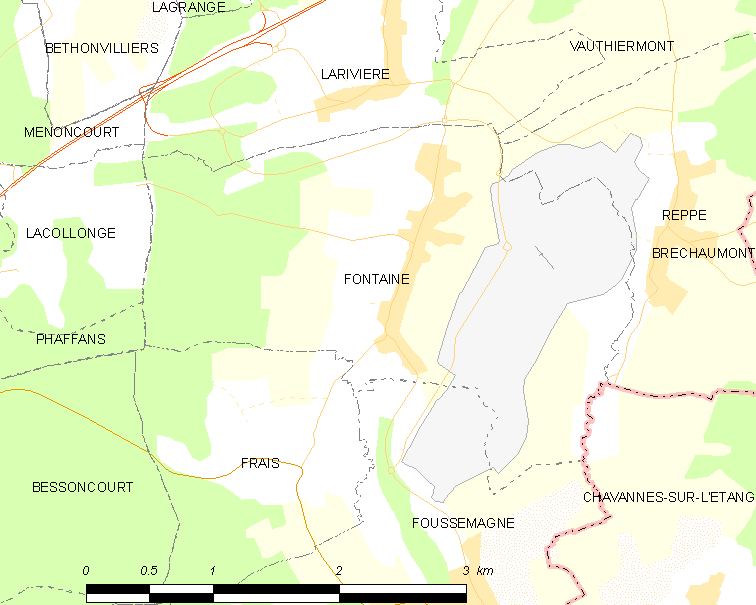
方丹的OSM定位图

## 行政
方丹的邮政编码为90150，INSEE市镇编码为90047。

## 政治
方丹所属的省级选区为格朗维拉尔县。

## 人口

1962-2008年间方丹人口变化图示

方丹于2022年1月1日时的人口数量为601人。